# Thorkel Nefja
Thorkel Nefja fue un caudillo vikingo de Noruega en el siglo X, hijo de Lothin y Astrid Eiriksdotter, reina consorte de Tryggve Olafsson que casó en segundas nupcias. Ástrid había sido reina consorte del rey Tryggve Olafsson, madre del heredero de la corona noruega Olaf Tryggvason y por lo tanto Thorkel era medio hermano de Olaf.
Thorkel fue uno de los capitanes de la flota de Olaf Trygvasson, el rey capitaneaba el Ormen Lange (serpiente larga) y su hermano una nave más pequeña, la pequeña serpiente. Thorkel y su tripulación, más tres naves, escoltaban al rey cuando se enfrentaron a la flota de aliados vikingos opuestos a su feudalismo opresor y coversión al cristianismo forzoso y beligerante, en la conocida batalla de Svolder. Los últimos combatientes reales de la flota se reunieron en el Ormen Lange para defender al rey, pero al verse acorralado Olaf saltó por la borda y le siguieron los últimos supervivientes, Thorkel fue el último en saltar según las sagas nórdicas. La mayoría de los vencidos no sobrevivieron, entre ellos el mismo rey Olaf.